# Balboa Theatre
Pour les articles homonymes, voir Balboa.
Le Balboa Theatre est un cinéma et théâtre historique du centre-ville de San Diego, aux États-Unis.
Construit en 1924, il est inscrit au registre national des lieux historiques. Rénové à partir de 2005, il a rouvert en tant que salle de spectacle en 2008.